# Jon Eriksson
Jon Eriksson var en svensk kansler hos ärkebiskopen, ärkedjäkne och kanik i Uppsala i slutet av 1400-talet och början av 1500-talet.
Jon Eriksson var troligen son till borgmästaren i Uppsala Erik Jonsson. Han bör senast 1497 ha blivit magister och var senast 1499 och ännu 1509 kansler hos ärkebiskop Jakob Ulfsson. Under rådsmötet i Vadstena 1507 representerade han tillsammans med ärkedjäknen Ragvald Ingemundsson ärkebiskopen. Senast 1507 blev han kanik i Uppsala och vistades 1510 i Rom då han utsågs till kanik även i Linköping. Han lånade 1511 ut pengar till Peder Månsson för att driva processen om rätten till Birgittahuset, men tycks kort därefter lämnat Rom. Han närvarade samma år vid Sten Sture den yngres bröllop i Stockholm. 1514-1516 var Jon Eriksson ärkedjäkne i Uppsala men tillträdde aldrig på posten. Han tycks dock ha fortsatt som Jakob Ulfssons kansler, och tillträdde troligen som Gustaf Trolles kansler, en post han innehade senast 1520. I samband med belägringen av Almarestäkets borg 1517 skall han flera gånger ha motsatt sig en kapitulation och drivit på försvaret. Jon Eriksson var den som efter Kristian II:s kröning i Stockholm framförde Gustaf Trolles klagomål mot Stureanhängarna, och berättar då att han tre år hållits fången i Stockholm. Senare under året företog Jon Eriksson en visitationsresa i Norrland å ärkebiskopens vägnar. Han befanns sig i Stockholm då staden belägrades av den svenska upprorsarmén 1521 och sändes 18 november av befälhavarna i Stockholm till Kristian II med rapport om förhållandena i Sverige. Han kom aldrig att återvända till Sverige. Gustav Vasa tycks ha beslagtagit hans gods och sålde 1536 och 1542 Jon Erikssons hus i Uppsala till sina kusiner. Jon Eriksson fortsatte dock att tjänstgöra som den landsflyktige ärkebiskopen Gustaf Trolles kansler. 1530 svor han trohet mot Kristian II i Antwerpen. Han sändes 1532 till Trondheim i samband med Kristian II:s Norgeexpedition men tillfångatogs sedan den misslyckats och inspärrades med den avsatte kungen i tornet i Köpenhamn. Gustav Vasa försökte få honom utlämnad till Sverige men det misslyckades och Jon Eriksson släpptes fri. Han kom att finna en fristad hos Henrik V av Mecklenburg. Åtminstone 1538 var han ännu i livet.